# توهین (فیلم)
توهین (فرانسوی: L'insulte‎) فیلمی است که در سال ۲۰۱۷ منتشر شد. این فیلم در نودمین دوره جوایز اسکار که از طرف لبنان برای آکادمی فرستاده شده بود، نامزد دریافت جایزه بهترین فیلم خارجی‌زبان شد.